# John Wilson (Seeoffizier)
John Crawford Wilson  (* 1834; † 4. Juli 1885 in Brighton, Sussex, England) war ein britischer Seeoffizier der Royal Navy und zuletzt Konteradmiral, der unter anderem zwischen 1878 und 1882 Oberkommandierender der Marinestation Australien (Commander-in-chief, Australia Station) sowie 1885 Admiral Superintendent der Marinewerft Devonport war.

## Leben

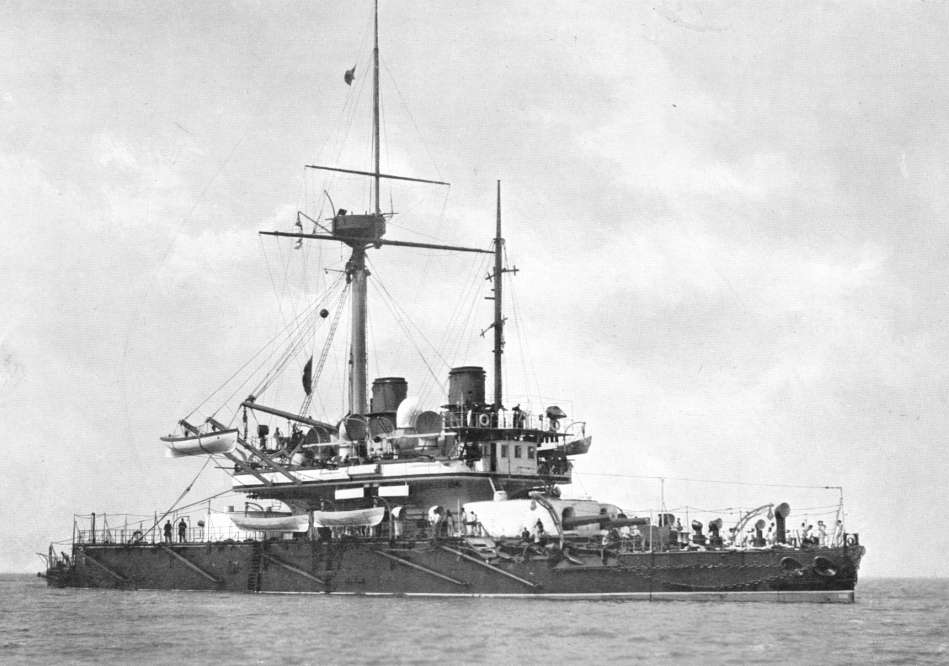
Captain Wilson war zwischen 1877 und 1878 Kommandant des Panzer-Turmschiffs HMS Thunderer.

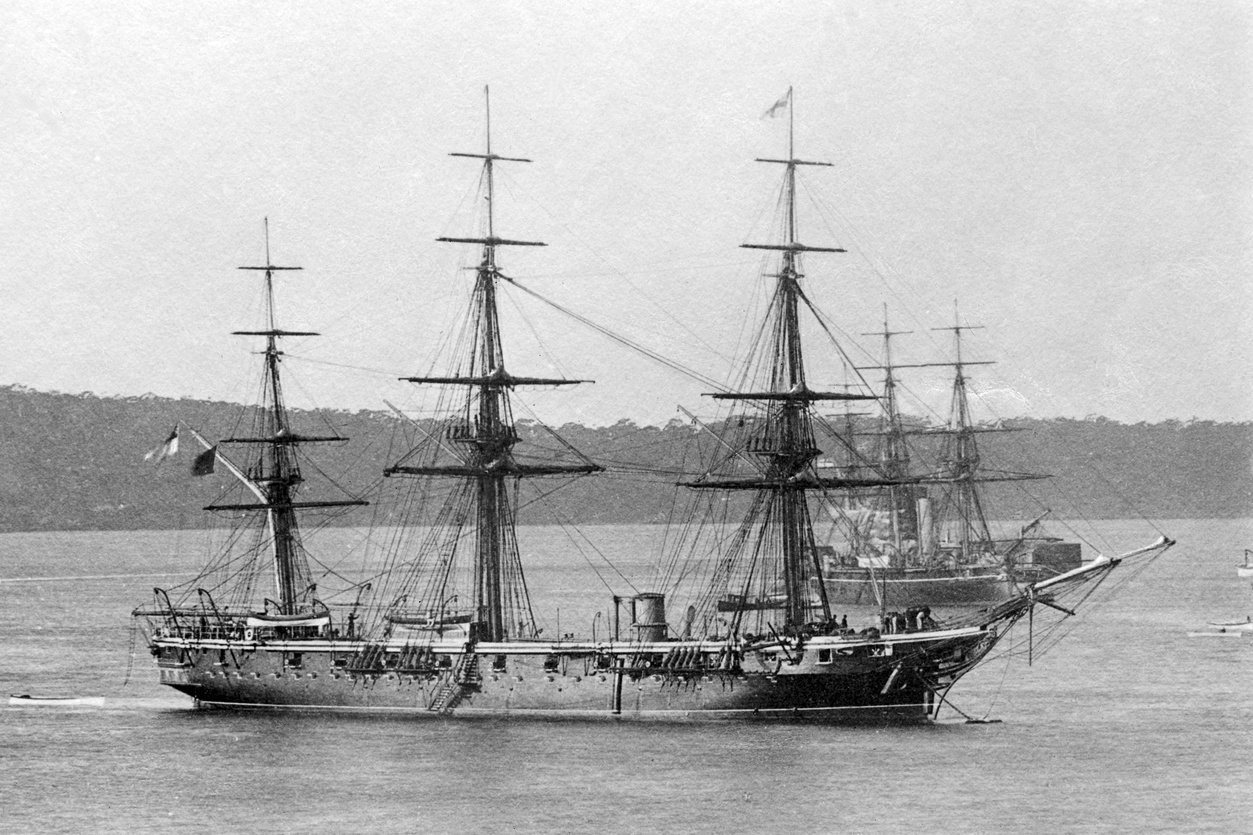
Wilson fungierte von 1878 bis 1882 als Kommodore der Korvette HMS Wolverine, das Flaggschiff der Australia Station.

John Crawford Wilson, Sohn des Obersten Richters von Mauritius James Wilson und Margaret Crawford, absolvierte eine Ausbildung zum Seeoffizier der Royal Navy und wurde am 31. Oktober 1855 zum Lieutenant befördert. Am 28. Juli 1857 wurde er an Bord der Fregatte HMS Chesapeake versetzt, die unter dem Kommando von Harry Edmond Edgell zur Marinestation Ostindien und China (East Indies and China Station) gehörte. Dort war er zwischen dem 2. Januar 1860 und dem 25. März 1861 kommissarischer Kommandant der Sloop HMS Fury und wurde am 29. Januar 1861 zum Commander befördert. Danach war er zwischen dem 25. März 1861 und dem 11. Februar 1864 Kommandant der Sloop HMS Gorgon, die zur Marinestation Kap der Guten Hoffnung (Cape of Good Hope Station) gehörte. 1864 wurde er bis zum Verbrennen am 14. Dezember 1864 als Vertreter von Captain Colin Andrew Campbell stellvertretender Kommandant (Second-in-Command) des Linienschiffs HMS Bombay, das Flaggschiff des Kommandeurs der Marinestation Südostküste Amerikas (South East Coast of America Station), Konteradmiral Charles Elliot.
Nach seiner Beförderung zum Captain am 17. Februar 1865 übernahm er zwischen dem 18. Mai 1866 und dem 17. Juli 1869 den Posten als Kommandant der Fregatte HMS Narcissus, die in der Marinestation Südostküste Amerikas als Flaggschiff von Konteradmiral George Ramsay diente. Anschließend war er vom 1. Juli 1870 bis zum 31. Dezember 1871 Kommandant des Linienschiffs HMS Pembroke, das wiederum als Flaggschiff von Vizeadmiral Charles Elliot diente, dem nunmehrigen Oberkommandierenden der Marinestation Sheerness (Commander-in-Chief, Sheerness). Daraufhin folgte vom 1. Januar 1872 bis zum 31. Dezember 1872 eine Verwendung als Kommandant des Linienschiffs HMS Impregnable, das seit 1862 in der Marinebasis Devonport als  Schulschiff diente. Er war zudem zwischen dem 1. Mai 1877 und dem 30. August 1878 Kommandant des Panzer-Turmschiffs HMS Thunderer. Am 20. März 1878 wurde er ferner Marineadjutant (Naval Aide-de-camp) von Queen Victoria und bekleidete diese Funktion bis zum 23. November 1881.
Als Nachfolger von Commodore Anthony Hoskins übernahm Wilson am 12. September 1878 den Posten als Oberkommandierender der Marinestation Australien (Commander-in-chief, Australia Station) und hatte diesen bis zum 21. Januar 1882 inne, woraufhin Commodore James Erskine ihn ablöste. Zugleich war er vom 1. Oktober 1878 bis zum 10. März 1882 Kommodore der Korvette HMS Wolverine, das Flaggschiff der Australia Station. Während dieser Zeit wurde er am 23. November 1881	zum Rear-Admiral befördert.
Nach seiner Rückkehr wurde John Wilson als Nachfolger von Konteradmiral Sir Francis Sullivan am 11. Mai 1883 stellvertretender Kommandeur des Kanal-Geschwaders (Second-in-Command Channel Squadron) und bekleidete diesen Posten bis zum 12. Mai 1884, woraufhin Konteradmiral William Henry Whyte ihn ablöste. Sein Flaggschiff war die Panzerfregatte HMS Agincourt. Zuletzt übernahm er am 23. Februar 1885 von Konteradmiral Charles Curme das Amt als Admiral Superintendent der Marinewerft Devonport mit dem Linienschiff HMS Indus als Flaggschiff. Das Amt des Admiral-Superintendent hatte er bis zu seinem plötzlich Tode am 4. Juli 1885 inne. Er war im Maschinenraum HMS Thunderer, als der Kessel platzte und er so verletzt war, dass er an den Folgen daran verstarb.
Wilson war zwei Mal verheiratet. Seine erste Ehe mit Mary Gore blieb kinderlos. Aus seiner zweiten 1871 geschlossenen Ehe mit Georgina Emma Blackett gingen ein Sohn und eine Tochter hervor.